# Pałac Królewski w Brukseli
Artykuł ten został zgłoszony do umieszczenia na stronie głównej w rubryce „Czy wiesz”.
Pomóż nam go sprawdzić: oceń zgłoszoną nominację.
Pałac Królewski w Brukseli (fr. Palais royal de Bruxelles, niderl. Koninklijk Paleis van Brussel) – siedziba króla Belgów, położona w Brukseli.
Jest to oficjalny pałac króla i królowej Belgów, położony w centrum stolicy kraju. Mieści się w nim między innymi administracja Domu Królewskiego, skupiająca zespoły współpracowników monarchy niezbędnych do wykonywania jego obowiązków, a także służy jako miejsce przyjmowania ambasadorów i znamienitych gości, jak również organizacji innych uroczystości lub wydarzeń związanych z monarchią (audiencji, koncertów, wręczeń nagród, debat okrągłego stołu). Nie pełni jednak funkcji rezydencji królewskiej, gdyż król wraz z rodziną mieszka w Pałacu Królewskim w Laeken, na północy Brukseli. Oprócz gabinetów króla i królowej, w Pałacu Królewskim mieszczą się służby Domu Królewskiego: Gabinet Króla, Sekretariat Generalny, Lista Cywilna, Dwór Wojskowy, Protokół oraz Sekretariat Królowej. Inni członkowie rodziny królewskiej również mają swoje biura w brukselskim pałacu, gdzie pracuje ich personel. Pałac obejmuje także reprezentacyjne sale przyjęć, w których organizowane są różne wydarzenia z udziałem króla i rodziny królewskiej (spotkania robocze i dyskusje przy okrągłym stole, przyjęcia, koncerty, lunche itp.).
W miesiącach letnich Pałac Królewski w Brukseli jest otwarty bezpłatnie dla zwiedzających.

## Historia
Usytuowany naprzeciwko parku zespół monumentalny, powstały w wyniku połączenia budowli wznoszonych od 1783 roku, za panowania Austriaków, aż do 1934 roku, za panowania Alberta I.
Pierwsze zręby obecnego budynku pochodzą z końca XVIII wieku. Jednak teren, na którym stoi Pałac Królewski, był wcześniej częścią Pałacu Coudenberg, bardzo starego zespołu pałacowego sięgającego czasów średniowiecza. Istniejąca dziś fasada została wzniesiona dopiero po 1900 roku z inicjatywy króla Leopolda II.
W latach 1783–1786, na podstawie planów B. Guimarda, Montoyer wybudował naprzeciwko parku trzy podobne rezydencje. Budowę rozpoczęto na koszt opactwa Coudenberg, a ukończono dla opactw w Villers i Gembloux. Dwa z nich wznoszą się na rogach ulicy Héraldique i ulicy Belle-Vue: na wschodzie znajduje się rezydencja austriackiego dyplomaty L. de Belgiojoso, a na zachodzie hotel dowódcy wojskowego barona von Bender, obejmujący jego rezydencję oraz dwa domy prywatne. Bardziej na wschód wzniesiono hotel Walckiers, będący odpowiednikiem hotelu Belle-Vue.

## Ważniejsze pomieszczenia

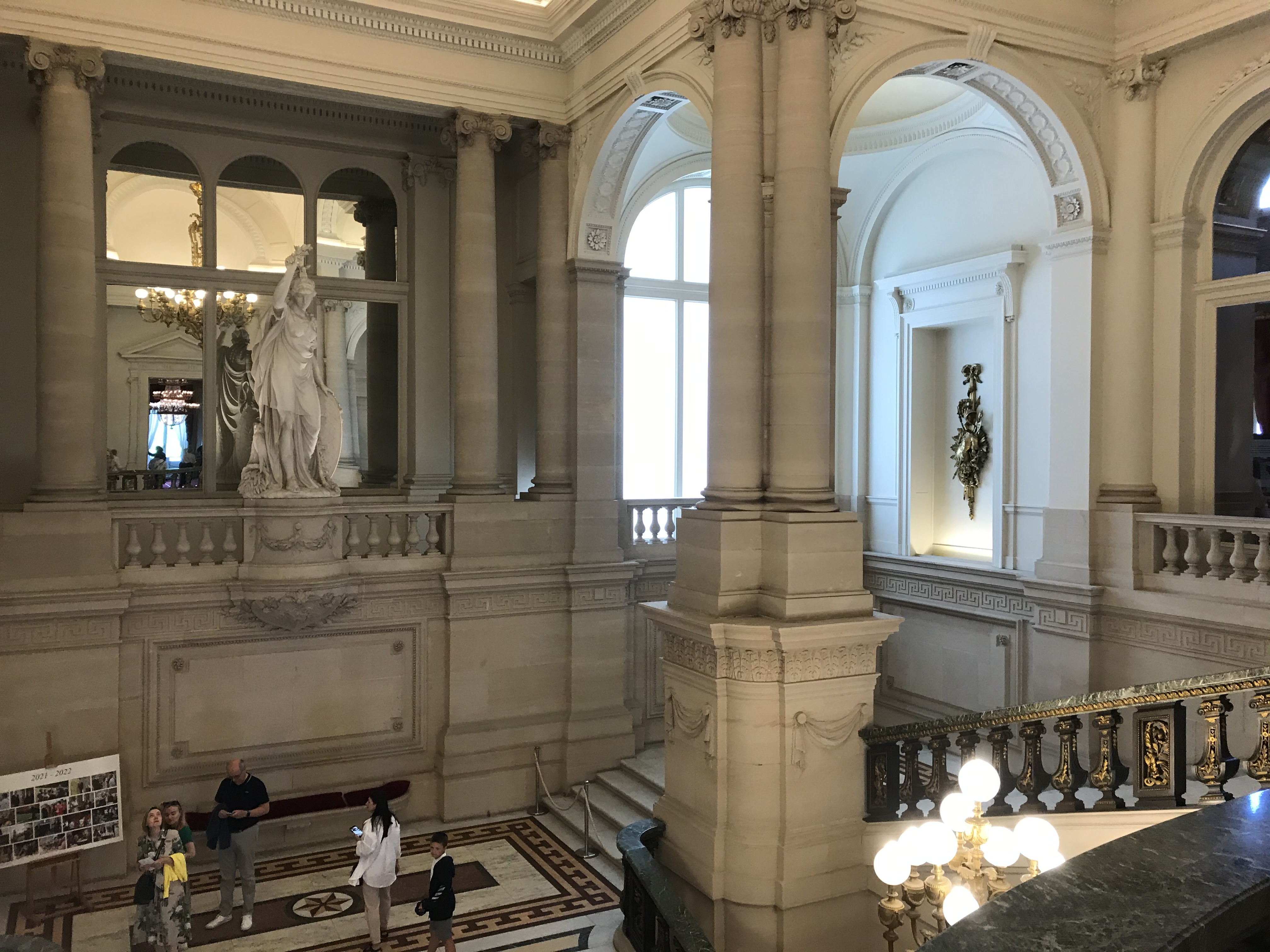
Główna klatka schodowa

- Główna klatka schodowa i westybul – Wnętrze o majestatycznych proporcjach zostało zaprojektowane przez Alphonse’a Balata dla króla Leopolda II Znajdują się tam jasne ściany i kamienne kolumny, biały marmur monumentalnych schodów, zielony marmur balustrady, złocenia, lustra, okna wykuszowe oraz marmurowa rzeźba Minerwy[1].

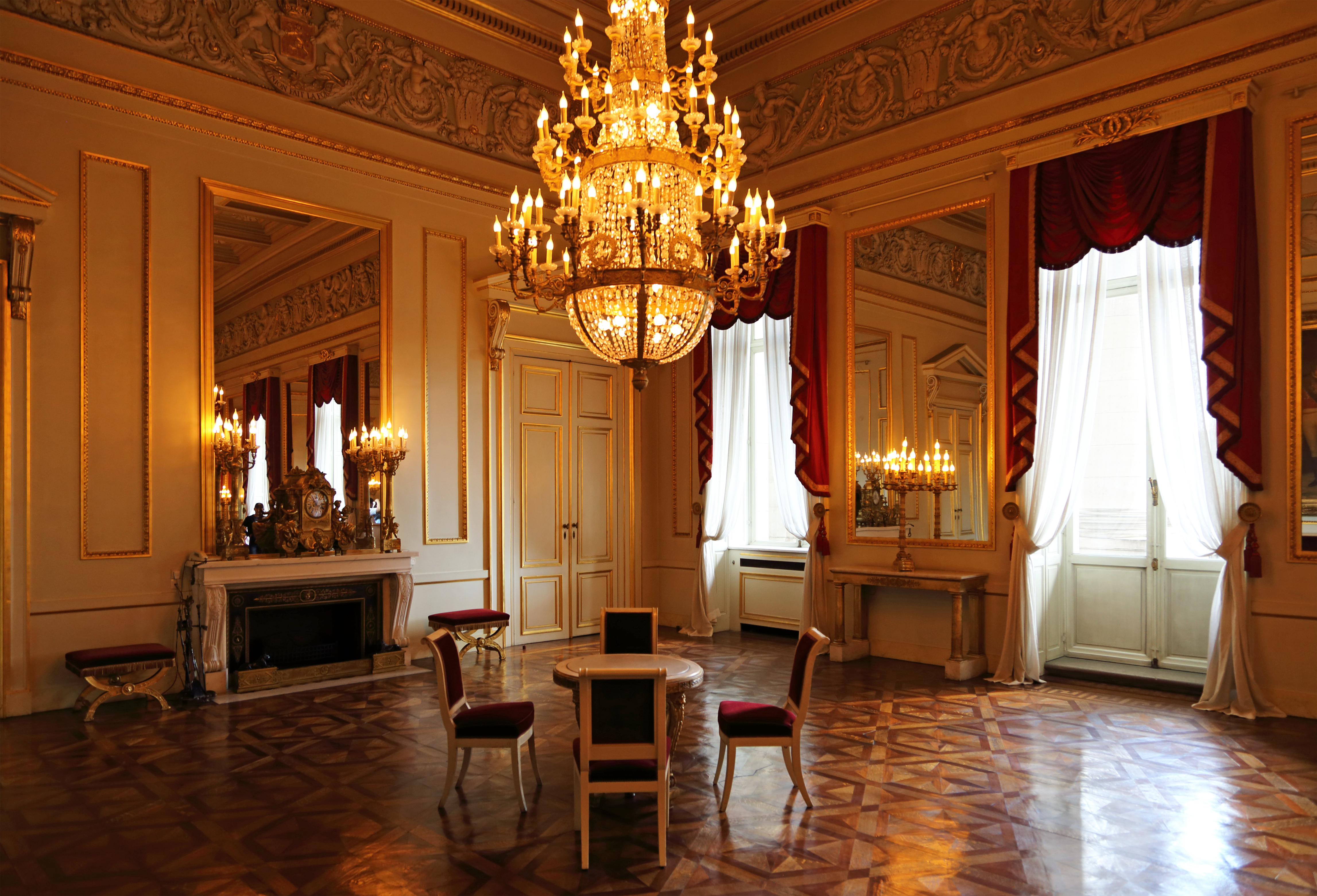
Duża Antyszambra

- Duża Antyszambra (fr. antichambre przedpokój) – pochodzi z okresu holenderskiego, kiedy po bitwie pod Waterloo Północ i Południe Niderlandów zostały zjednoczone w jedno królestwo z królem Wilhelmem I na tronie (1815–1830). Płaskorzeźba kroczącego lwa to pamiątka po Sali Tronowej z okresu panowania Holendrów. Polityczną historię przedstawia fryz zdobiący kontury sali. Wykonał go Fr. Rude w 1826 roku; później udekorowano go herbami Belgii oraz monogramami Leopolda II[3]. Portrety księcia Leopolda (późniejszego Leopolda I) oraz jego małżonki, księżniczki Charlotty, są autorstwa angielskiego malarza George’a Dawe’a[1].

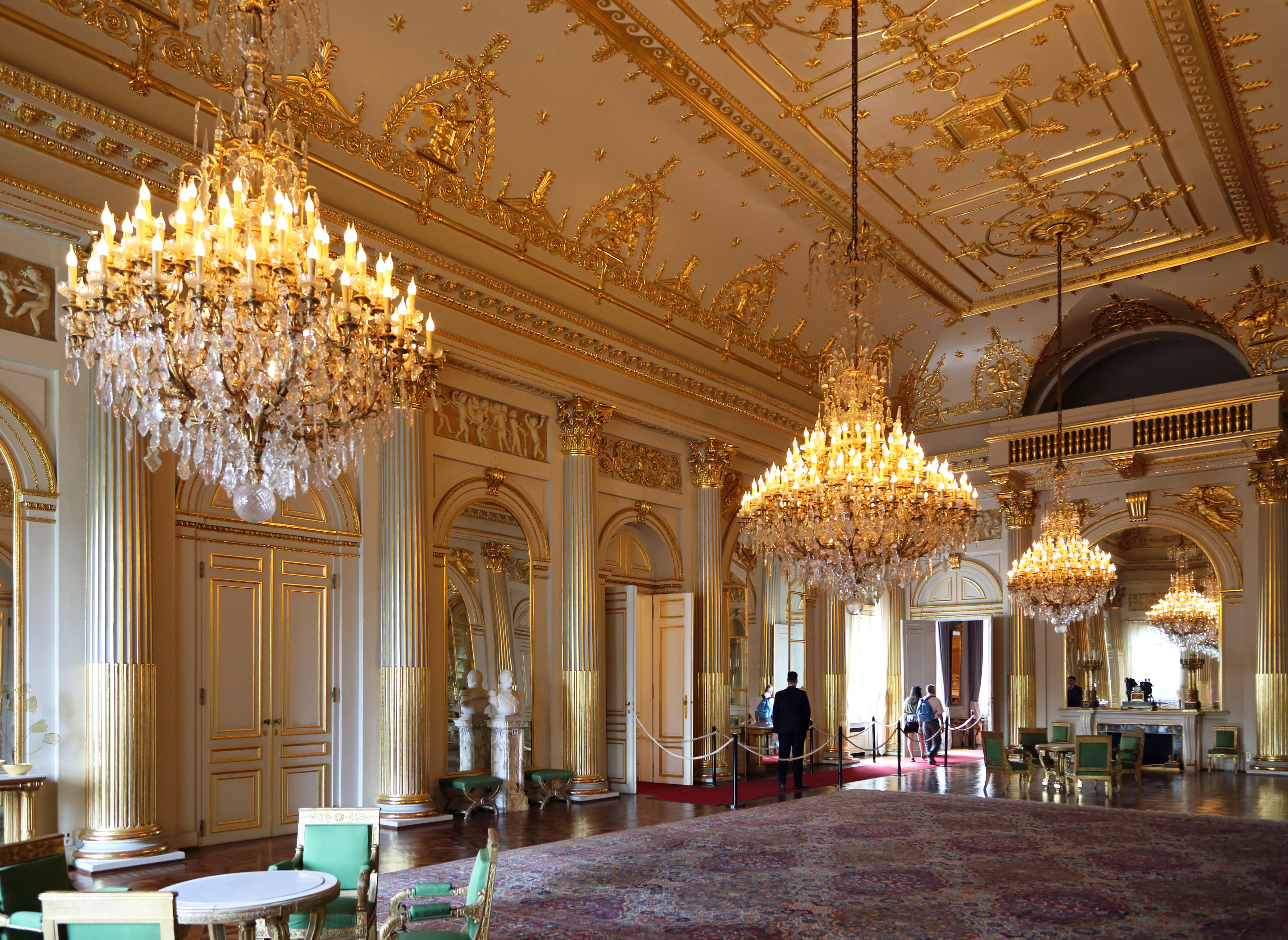
Sala Empire

- Sala Empire – Znajduje się w najstarszej części pałacu. Była to niegdyś sala balowa austriackiego przedstawiciela cesarskiego. Złocenia oraz płaskorzeźby przedstawiające tańczące anioły grające muzykę są typowe dla stylu schyłku ancien régime’u. Sala została powiększona za panowania Wilhelma I. Kobiece figury nad lustrami z tego okresu są dziełem Jean-Louisa Van Geela. W centrum sali, z okazji szczególnych wydarzeń, umieszczano dywan z Kermanu, podarowany królowi Leopoldowi II przez Muzaffara ad-Din szacha Persji podczas wizyty państwowej w 1900 roku. Obecnie w sali nadal odbywają się ceremonie, m.in. przyjmowanie ambasadorów składających listy uwierzytelniające[1].

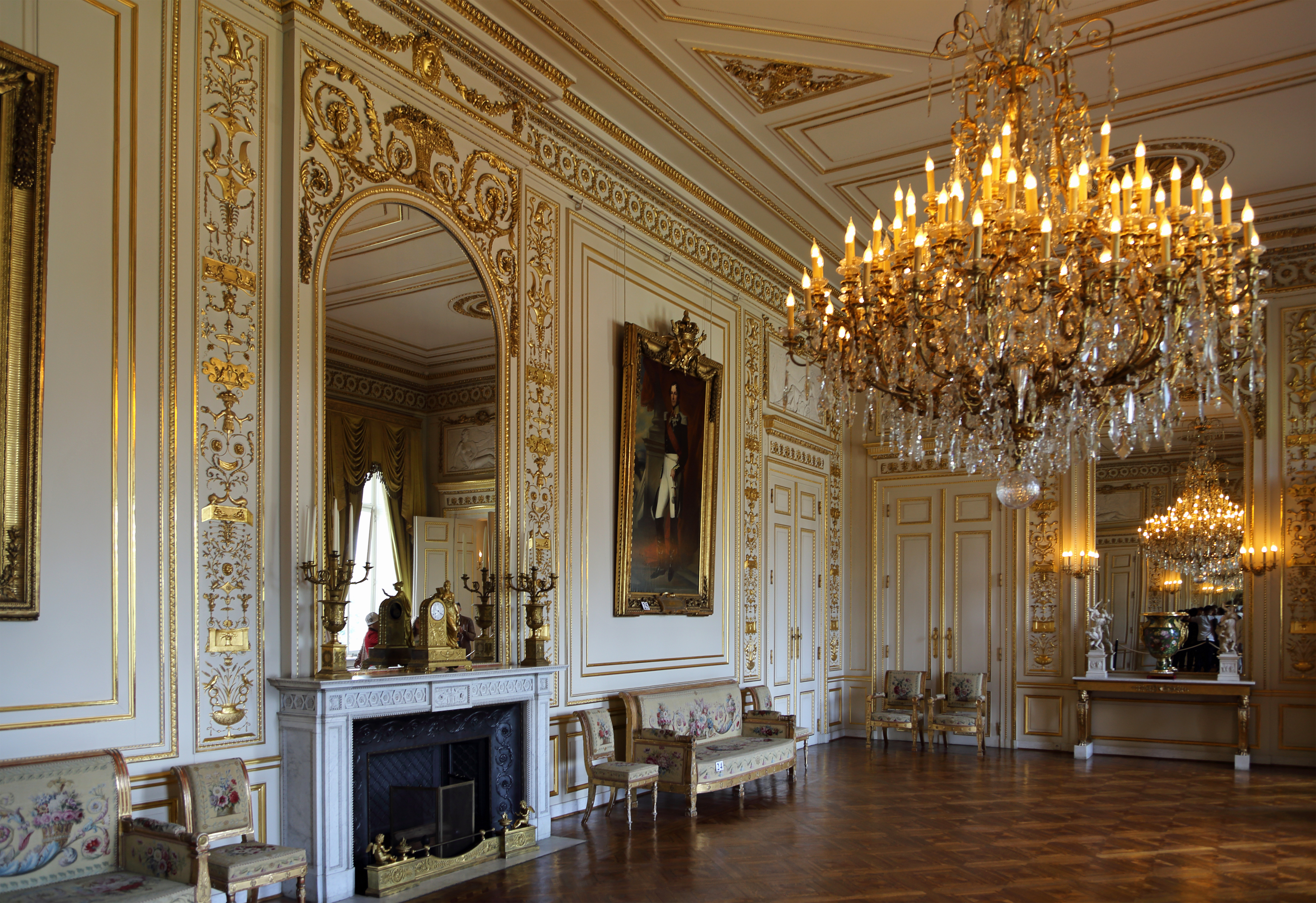
Duża Biała Sala

- Mała i Duża Biała Sala – Wraz z Salą Empire tworzyły apartament państwowy austriackiego ministra. Oryginalne XVIII-wieczne dekoracje zostały zachowane. Meble w stylu empire, będące prezentem ślubnym króla Francji Ludwika Filipa I dla jego córki, królowej Ludwiki Marii, i króla Leopolda I, mają wciąż oryginalną tapicerkę z tkaniny z Beauvais. Mała Sala zdobiona jest portretami królowej Ludwiki Marii i jej rodziców – króla Ludwika Filipa i królowej Marii Amelii[1]. Swoją nazwę otrzymały dzięki białemu wystrojowi z pozłacanymi stiukowymi groteskami, częściowo przywróconemu na początku XX wieku do stanu z ostatniej ćwierci XVIII wieku[3].

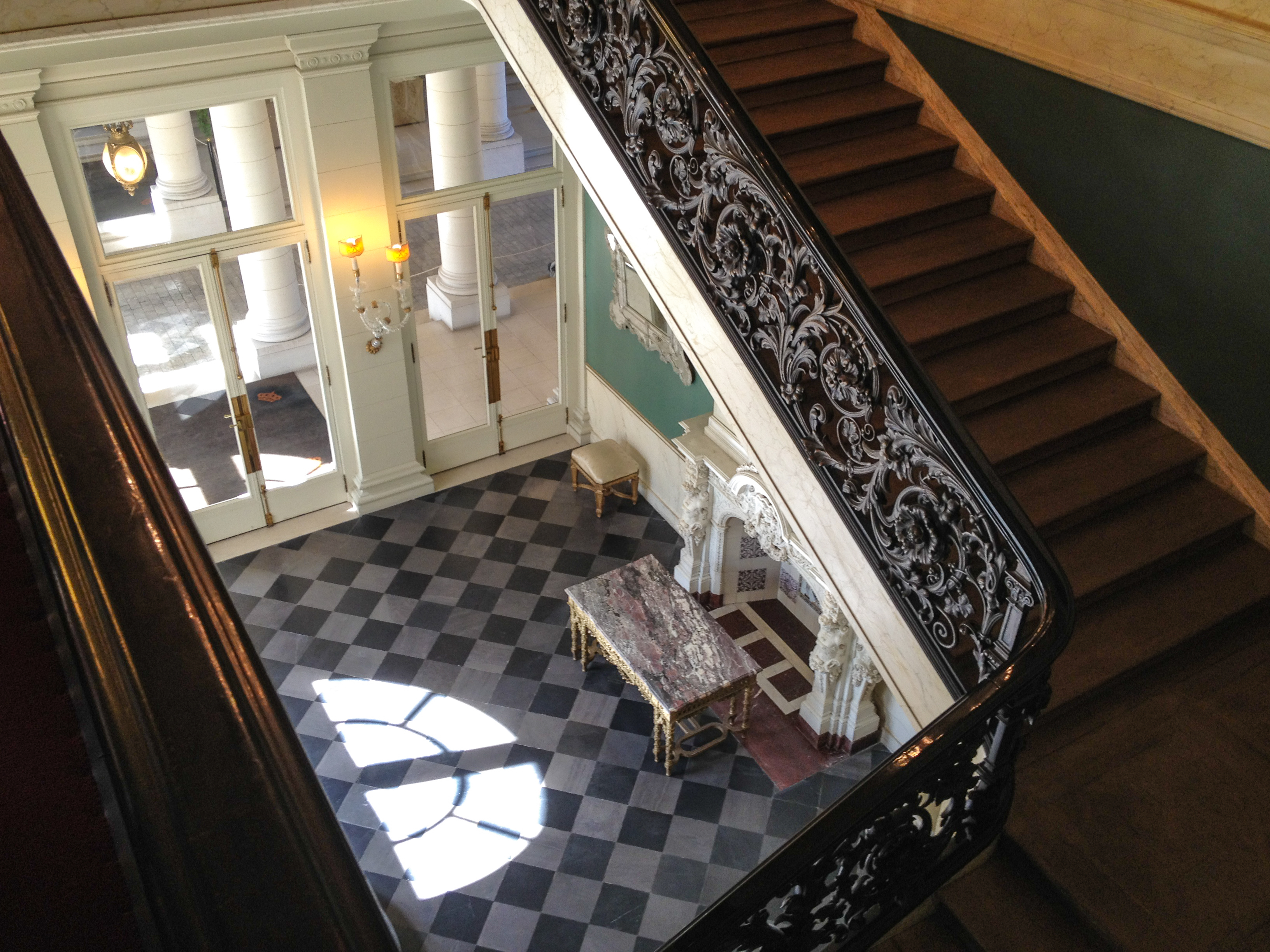
Schody Weneckie

- Schody Weneckie – Zostały zbudowane w zbudowane w latach 1855–1857 pod nadzorem architekta Alphonse’a Balata. Wielkie obrazy olejne są dziełem Jeana-Baptiste’a van Moera (1819–1884)[1] i to właśnie im schody zawdzięczają swoją nazwę. Klatkę schodową zdobią bowiem pejzaże Wenecji[3].

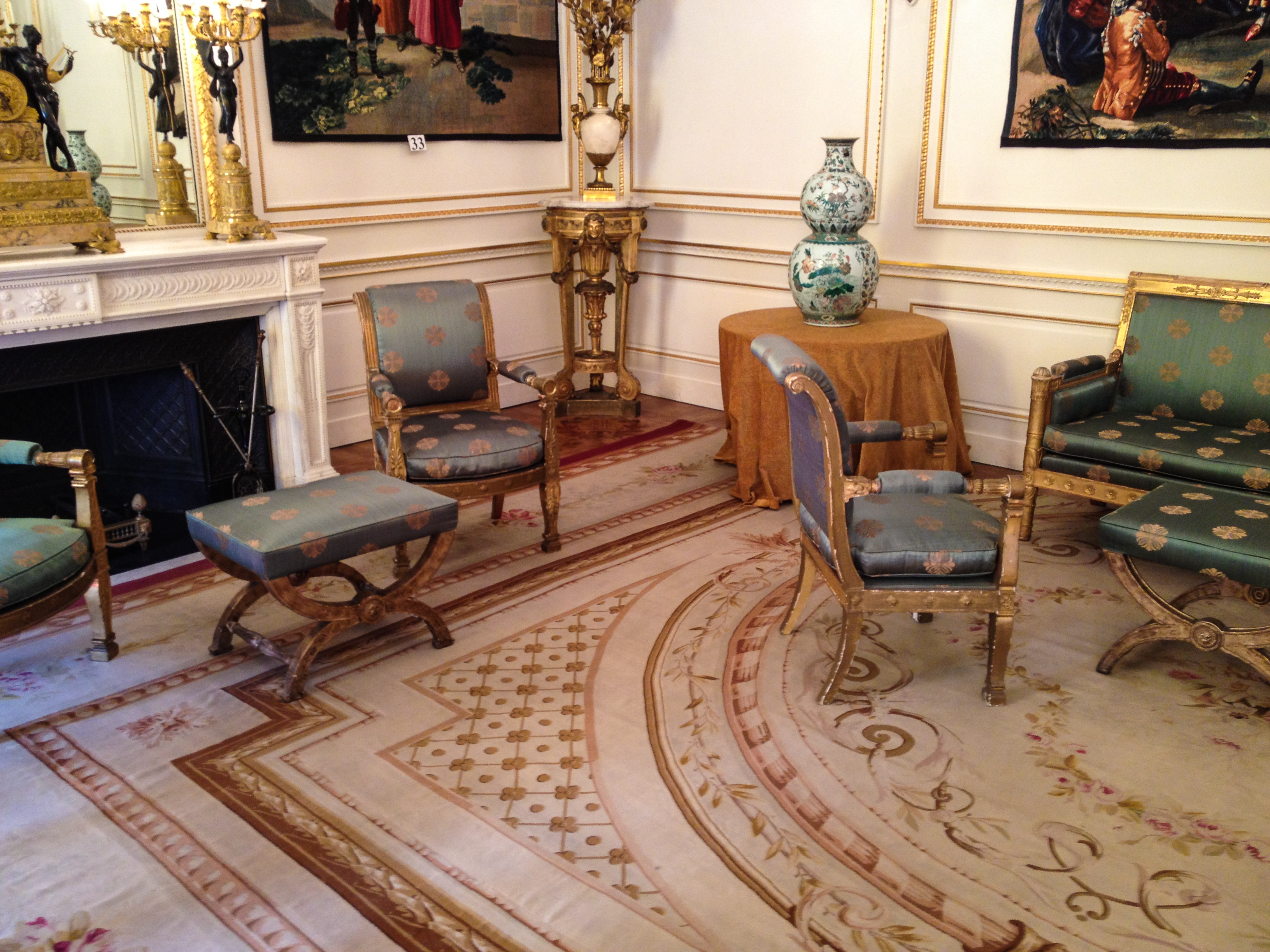
Salon Goi

- Salon Goi – Swoją nazwę zawdzięcza gobelinom „Taniec”, „Mały niewidomy chłopiec” i „Nosiciel wody”, utkanym w Madrycie według projektów Francisca Goi (1746–1828). Zostały one podarowane królowi Leopoldowi I przez królową Izabelę II Hiszpańską[1].

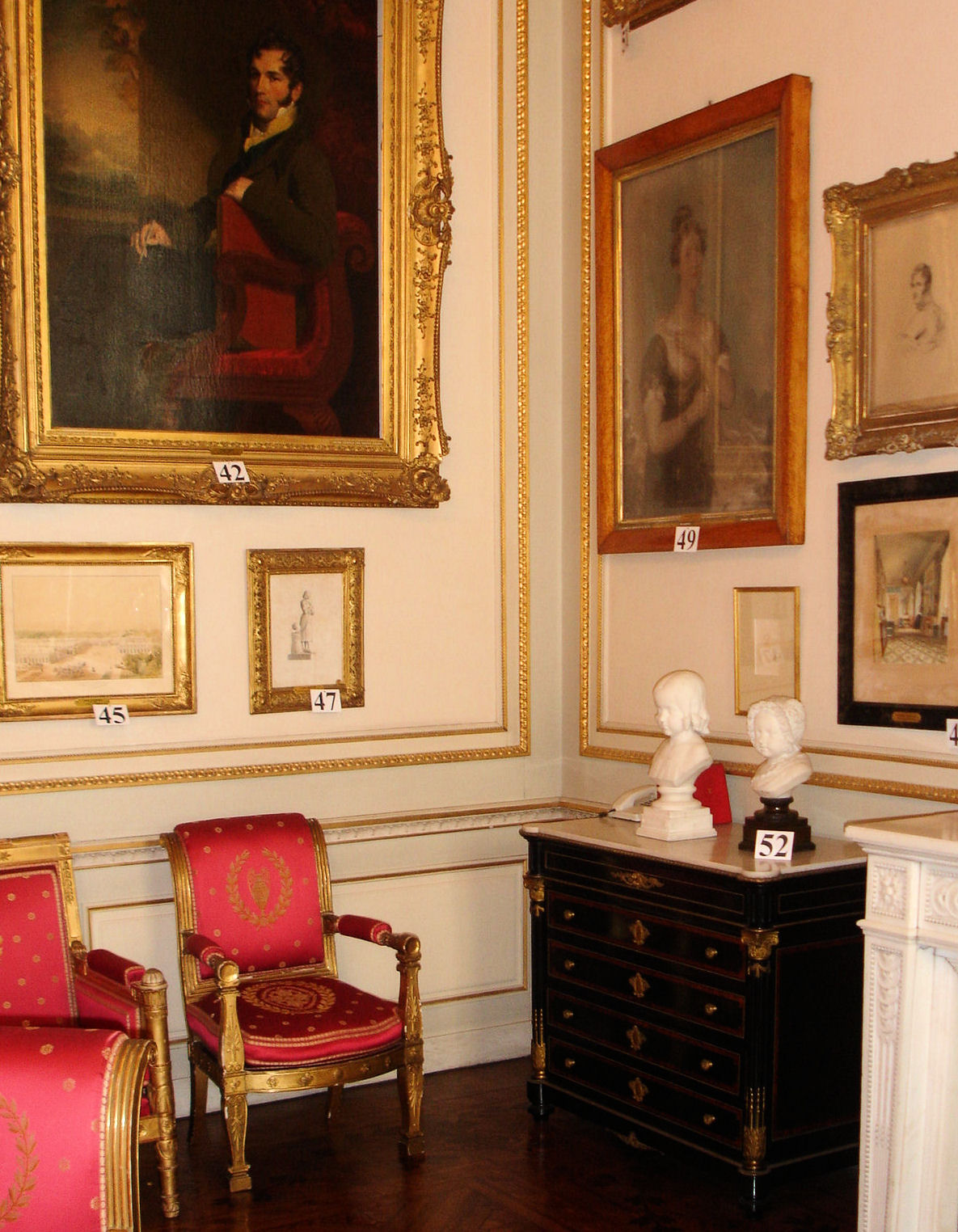
Salon Koburski

- Salon Koburski – Obrazy w tej sali przedstawiają króla Leopolda I oraz członków rodziny Koburgów: rodziców Leopolda I – księcia Franciszka i Augustę Reuss-Ebersdorf; rodziców królowej Wiktorii – Edwarda, księcia Kentu, i Wiktorię, siostrę Leopolda I. Znajduje się tu również portret księcia Fryderyka Jozjasza Koburskiego (1737-1815), stryjecznego dziadka Leopolda I, oraz oficjalny portret królowej Ludwiki Marii.

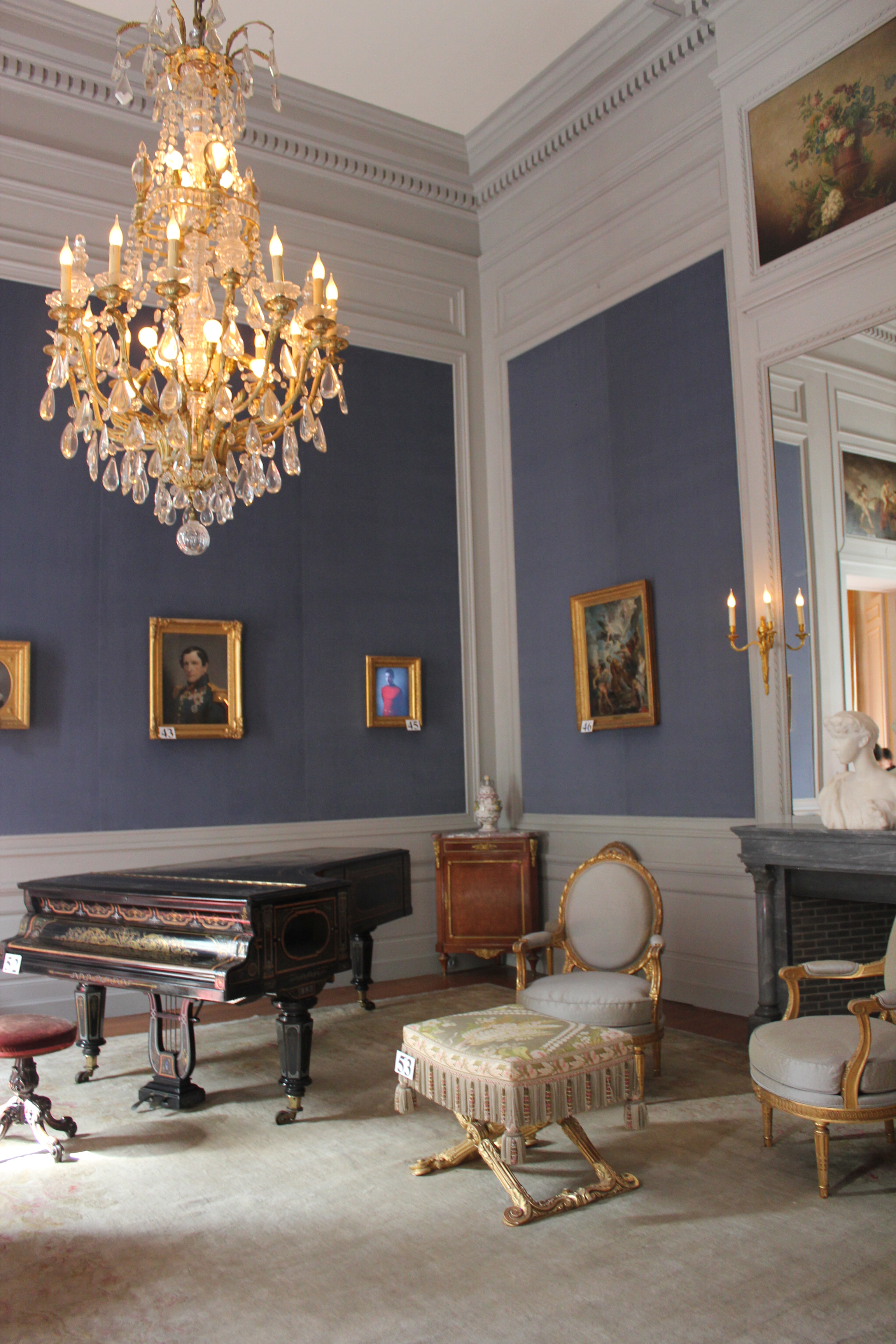
Sala Ludwika XVI

- Sala Ludwika XVI – W czasach króla Wilhelma I pełniła funkcję antyszambry. Obok portretów członków rodziny Leopolda I znajdują się tu obrazy z jego prywatnej kolekcji. „Alegoria śmierci księżniczki Charlotty” jest dziełem portrecisty i historyka Arthura Williama Devisa (1762–1822). W 2010 roku dodano tu dzieło „Lakei” Michaëla Borremansa[1].

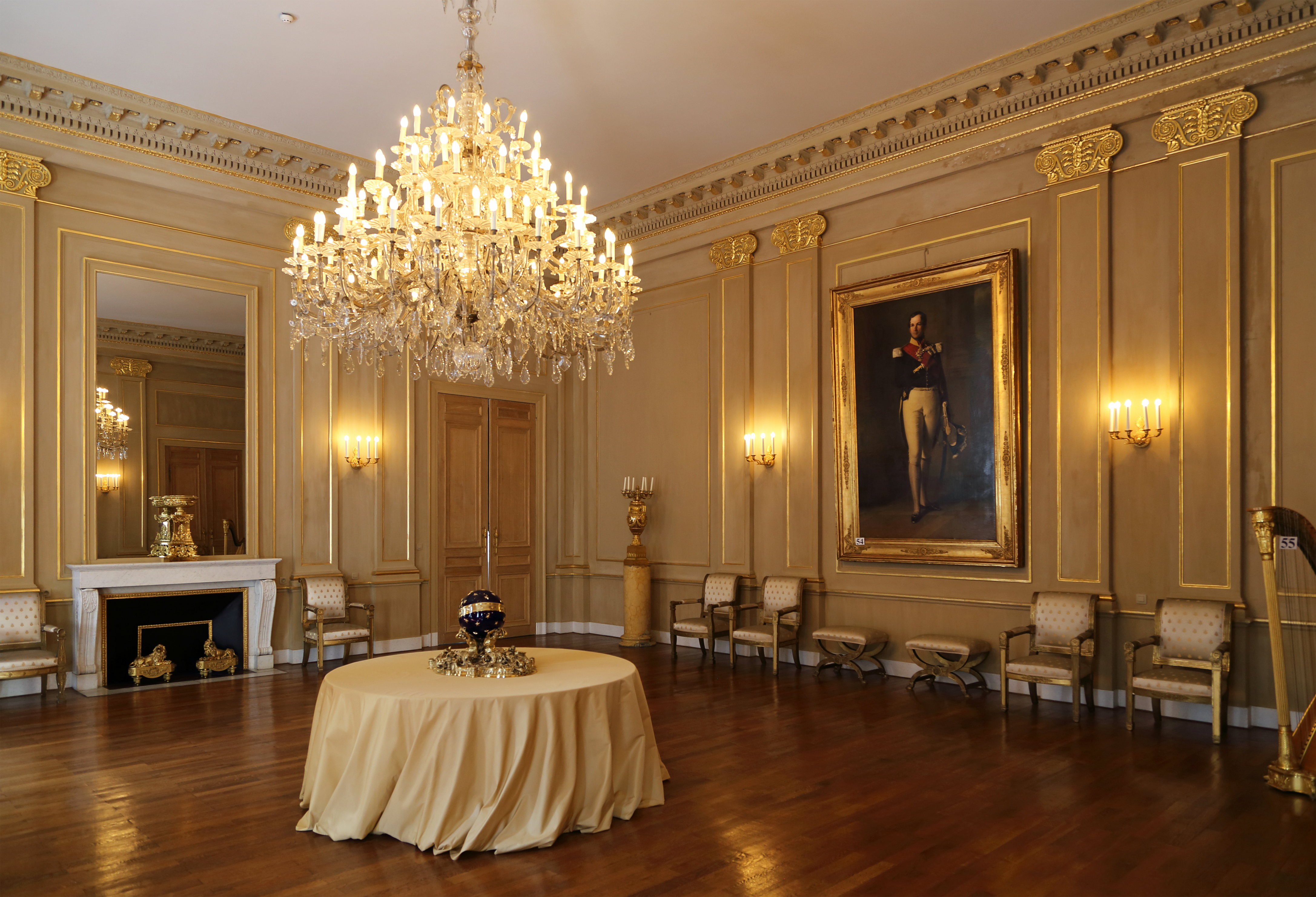
Sala Pilastrów

- Sala Pilastrów – Początkowo była to poczekalnia, później przekształcona w jadalnię dla wysokich dostojników. Krzesła w stylu empire pochodzą z wyposażenia używanego przez Napoleona Bonaparte i Józefinę. Stojąca w sali harfa była prawdopodobnie własnością królowej Ludwiki Marii. Portret króla Leopolda I z 1846 roku. jest autorstwa Franza Xavera Winterhaltera[1].

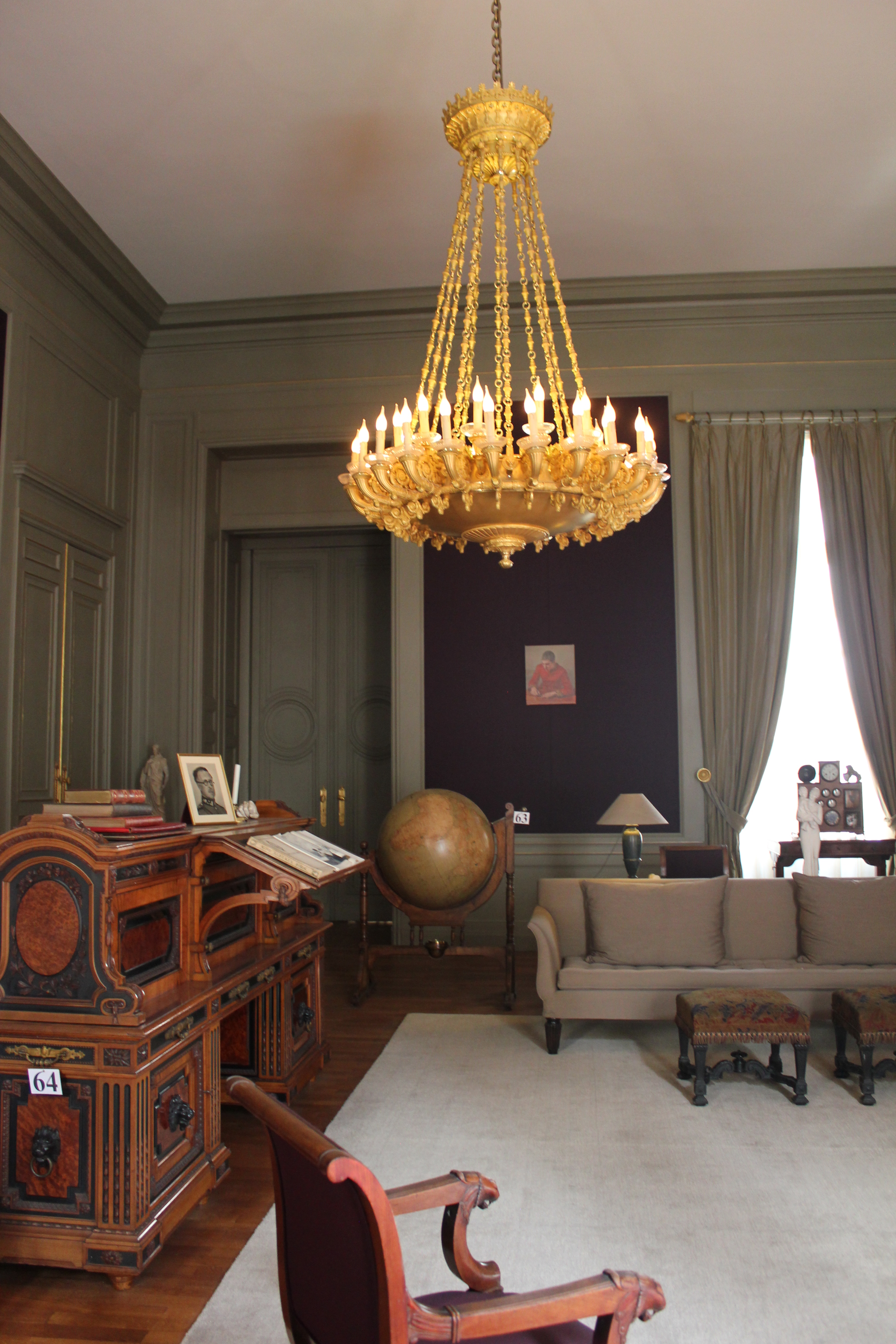
Sala Marszałków

- Sala Marszałków – Była pierwotnie salą audiencyjną króla Wilhelma I. W 2010 roku odnowiono ją, wstawiając dzieła Borremansa przedstawiające pałacowego lokaja w nietypowych sytuacjach. Znajduje się tu globus „Erdglobus für den Weltverkehr” (1909) oraz biurko z cylindrami, pierwotnie w gabinecie króla Alberta I. Zegar jest wyjątkowym dziełem astronoma i zegarmistrza Liersois, z licznymi tarczami pokazującymi m.in. dzień, miesiąc i znaki zodiaku[1].

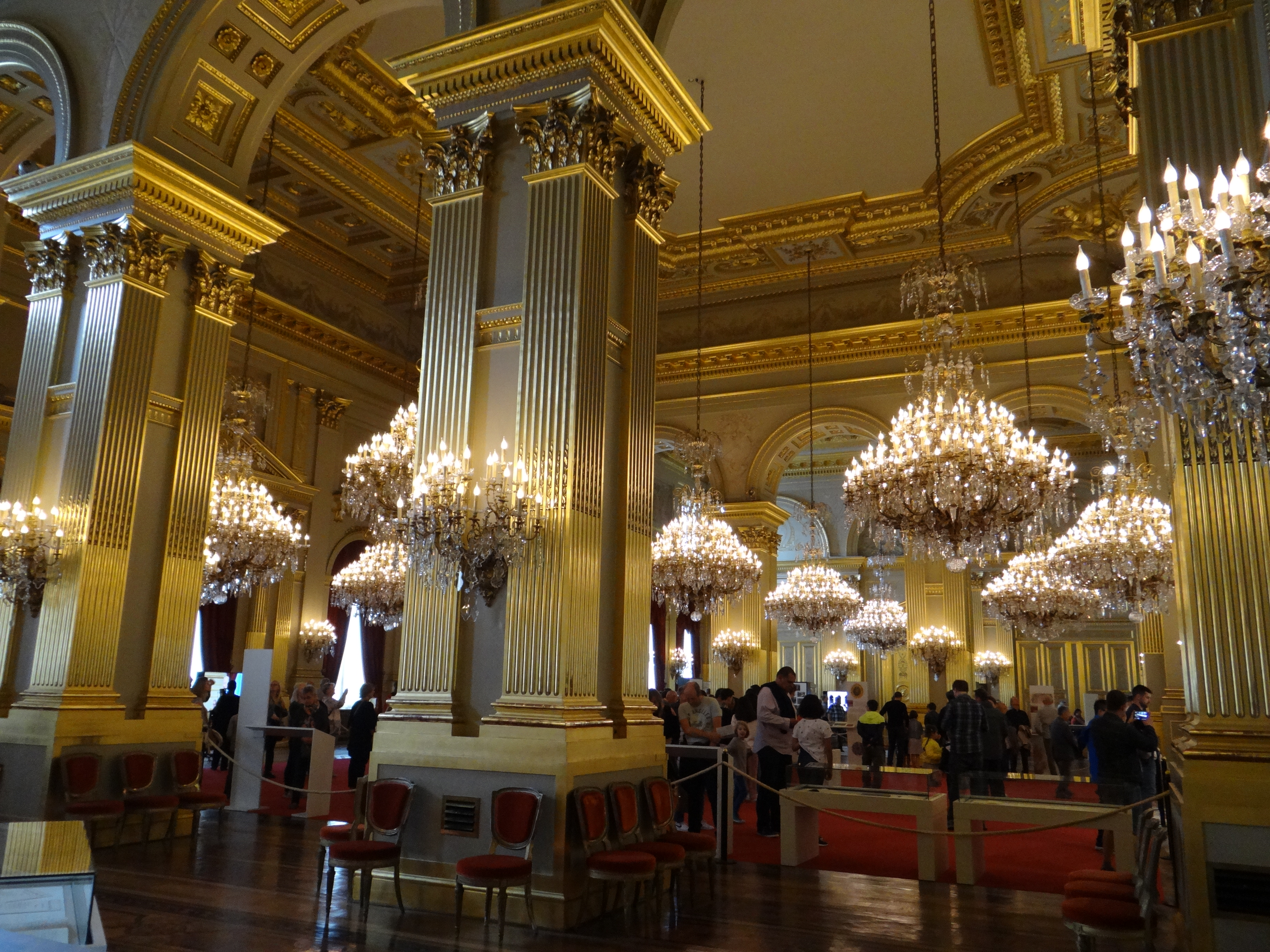
Sala Tronowa

- Sala Tronowa – Zbudowana za panowania króla Leopolda II. W centrum znajdują się cztery płaskorzeźby autorstwa Auguste’a Rodina, symbolizujące działalność gospodarczą belgijskich prowincji (z wyjątkiem Brabancji, na której tereni znajduje się pałac). Ponad drzwiami umieszczono symbole rzek Skaldy i Mozy, wykonane przez Thomasa Vinçotte’a. Parkiet zrobiony jest z dębu i egzotycznych gatunków drewna[1]. Sufit, panele ścienne i nadproża zdobią malowidła naklejane na płótno autorstwa A. Cardona z końca XIX wieku. Złocenia również pochodzą z końca XIX wieku; parkiet wykonano z dębu, klonu, mahoniu i hebanu, ozdobionego monogramem Leopolda II[3].

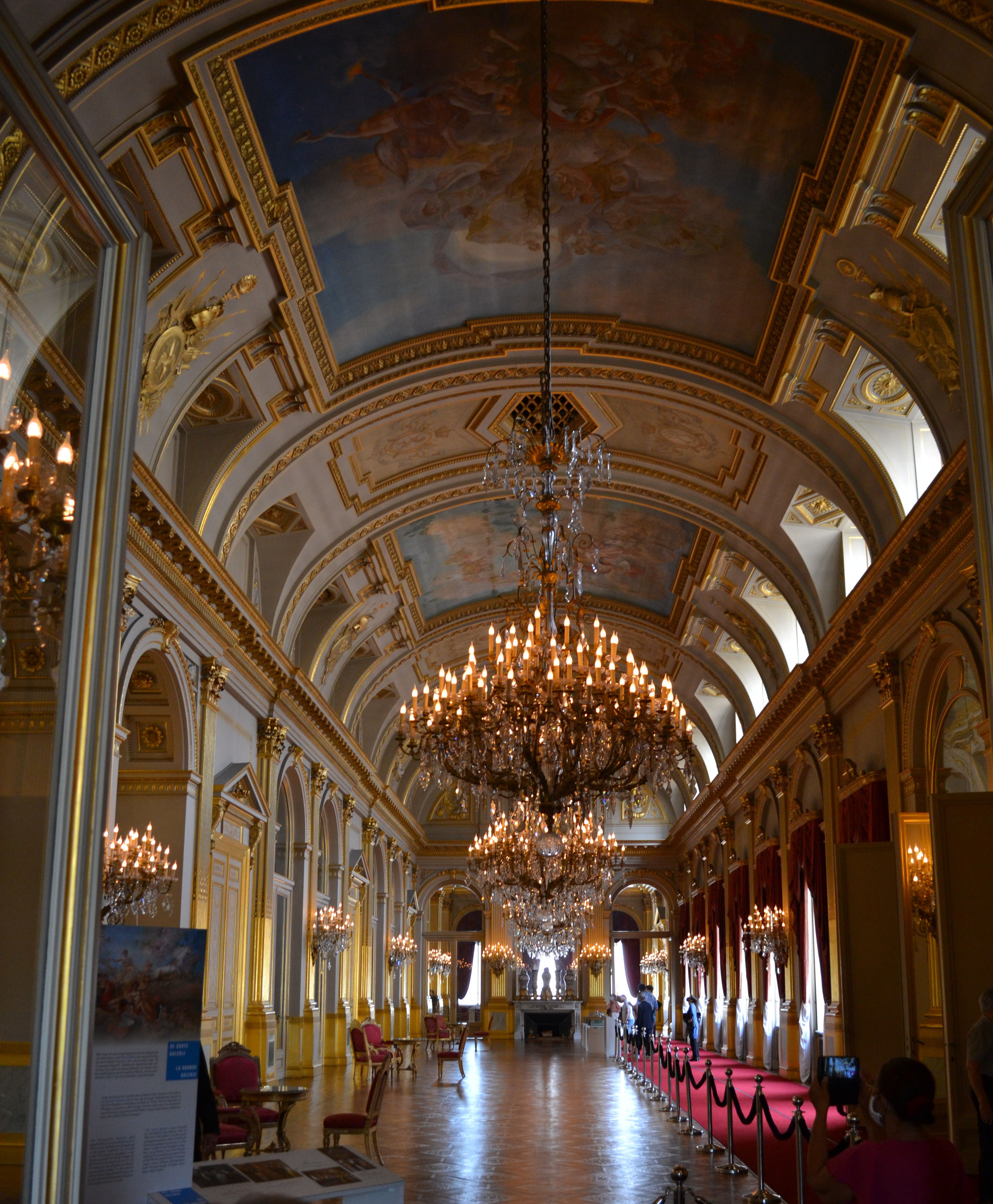
Wielka Galeria

- Wielka Galeria – Ta reprezentacyjna sala została zbudowana za panowania króla Leopolda II. Jest miejscem przyjęć i bankietów. Znajduje się w skrzydle zachodnim. Jej ściany ozdobione są kanelowanymi pilastrami korynckimi podtrzymującymi belkowanie. Malowidła na suficie kolebkowym autorstwa Charlesa-Léona Cardona (1850–1921) przedstawiają różne pory dnia: Świt, Dzień i Zmierzch[3]. Artysta inspirował się mistrzami z Luwru i Wersalu[1].

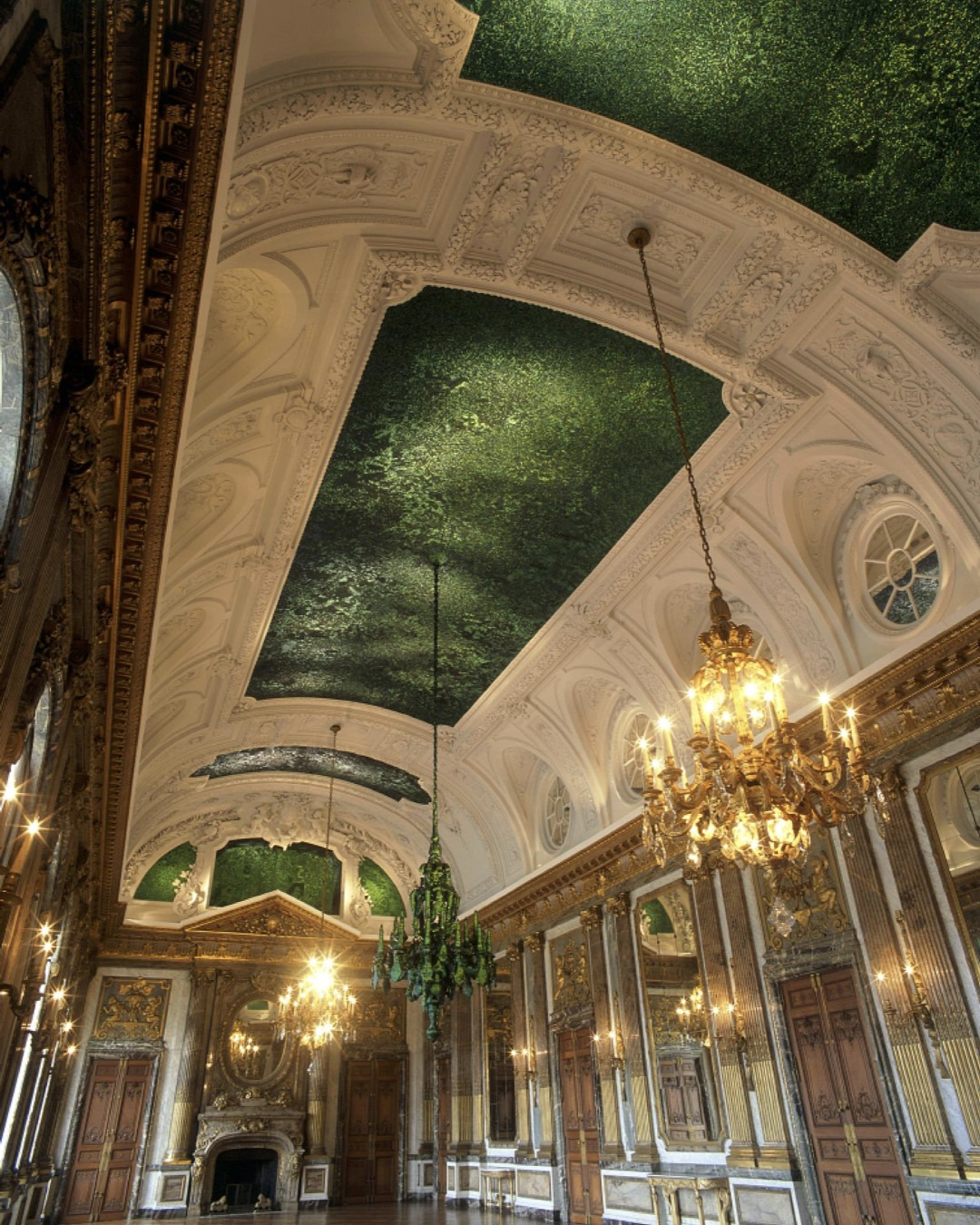
Sala Lustrzana

- Sala Lustrzana – Budowę rozpoczęto za panowania Leopolda II. Ściany zdobią marmur i miedź. Jedynie król Albert I uzupełnił wystrój, dodając lustra zamiast planowanych scen alegorycznych nawiązujących do Afryki. Sala ta była niedokończona po śmierci króla Leopolda II w 1909 roku. To właśnie ten monarcha położył kres długiej tradycji królewskiej, zgodnie z którą każdy władca musiał zaprosić artystę swojej epoki do wykonania dzieła w pałacu. W XX wieku nie było to praktykowane, ale w XXI wieku królowa Paola postanowiła wznowić ten zwyczaj[2]. W 2002 roku zleciła Fabre’owi, by ten stworzył tu dzieło sztuki „Heaven of Delight”, pokrywając sufit i jeden z trzech żyrandoli 1,6 miliona pancerzyków chrząszczy bogatkowatych sprowadzonych z Azji Południowo-Wschodniej, głównie z Tajlandii[2]. Stworzenie dzieła zajęło Fabre’owi i jego 29 asystentom cztery miesiące[5]. Sala nadal służy do organizacji wydarzeń[1]. Fabre wykorzystywał owady w swoich pracach już wcześniej, ale tym razem zdecydował się na bogatka, nie tylko ze względu na jego kolor, ale także dlatego, że jest to gatunek bardzo liczny i nie podlega ochronie. Co więcej, w składzie chemicznym ciałka znajduje się chitozan, który zapobiega utracie blasku skorup z upływem czasu[2]. Fabre kreślił po suficie swoim zwykłym długopisem BIC liczne kształty, w tym oczy gadów, skrzydła ptaków, a także wielką literę P, ku czci królowej Paoli. Następnie jego asystenci nakładali na sufit skorupy owadów[2].

- Sala Marmurowa – Położona w tylnej części pałacu. Nosi swoją nazwę ze względu na boazerie z ciemnozielonego marmuru. Na krótszych ścianach, pomiędzy dwiema drzwiami, znajdują się monumentalne kominki z zielonego, różowego i czarnego marmuru[3]. Znajdują się tam portrety Gotfryda de Bouillon i Karola V są dziełem Louisa Gaillaita (1870–1887) i nawiązują do historycznych korzeni młodego państwa belgijskiego. Sala była pierwotnie jadalnią króla Leopolda II. Główne kuchnie pałacu znajdują się w piwnicach pod Salą Marmurową, lecz zabytkowe piece nie są już używane[1].

- Sala Myśliciela – Nazwę zawdzięcza zegarowi z brązową repliką „Il Pensieroso” (Myśliciel) Michała Anioła, zdobiącemu kominek. W tej sali odbywa się wystawienie ciała członków rodziny królewskiej po ich śmierci[1].